# Canthigaster ocellicincta
Canthigaster ocellicincta es una especie de peces de la familia Tetraodontidae en el orden de los Tetraodontiformes.

## Morfología
Los machos pueden llegar alcanzar los 7,5 cm de longitud total.

## Hábitat
Es un pez de mar de clima tropical y asociado a los  arrecifes de coral que vive entre 10-53 m de profundidad.

## Distribución geográfica
Desde Filipinas y el este de Indonesia hasta Fiyi, las islas Ryukyu, la Gran Barrera de Coral, Nueva Caledonia y Tonga.

## Observaciones
Es inofensivo para los humanos.